# Тип 1 (авиационный пулемёт)
Тип 1 — японский крупнокалиберный авиационный пулемёт времён Второй мировой войны.

## Описание
В 1938—1939 годах в Японии прошли испытания крупнокалиберные авиационные пулемёты итальянского производства. Ни один из них не был в итоге принят на вооружение, однако армия заинтересовалась используемым в них патроном 12,7×81 мм SR Breda. Соответственно, арсеналу в Тюо было поручено переделать под него американский пулемёт Браунинга образца 1921 года (не путать с более поздним М2). Помимо масштабирования под менее крупный по размерам патрон, в силу меньшей мощности последнего также был добавлен усилитель отдачи. Пулемёт, получивший проектное название Хо-103, оценивался как очень успешный, хотя при синхронизированной стрельбе через винт его скорострельность значительно падала (до 400 в/мин), как и у исходного образца. На вооружение он был принят в 1941 году, производился до конца войны арсеналами в Тюо, Кокурё и Нагое. В 1944—1945 годах также выпускался турельный вариант (Хо-104) для бомбардировщика Ки-67.

## Модификации
- Хо-103 (ホ103) — устанавливался как курсовое или крыльевое вооружение на следующие самолёты ВВС ЯИА:
  - Ки–43[3]
  - Ки–44[4]
  - Ки–51[5]
  - Ки–60[6]
  - Ки–61[7]
  - Ки–64[8]
  - Ки–74[9]
  - Ки–84[10]
  - Ки–93[11]
  - Ки–100[12]
  - Ки–102[13]
- Хо-104 (ホ104) — турельный вариант, устанавливался на бомбардировщик Ки–67[14].